# Anna av Tecklenburg-Schwerin
Anna av Tecklenburg-Schwerin, född 1532, död 1582, var regerande grevinna av Tecklenburg och dam av Wevelinghoven och Rheda mellan 1557 och 1582.  Hon var också regent av grevedömet Bentheim-Steinfurt under sin sons minderårighet mellan 1562 och 1573. 

## Biografi
Anna var dotter till greve Konrad av Tecklenburg-Schwerin och Mechthild av Hessen. Hon gifte sig 1553 med greve Eberwin III av Bentheim-Steinfurt, med vilken hon fick två barn.
När hennes far avled 1557 ärvde hon grevedömet Tecklenburg och herredömena Wevelinghoven och Rheda. Hon gjorde anspråk på att regera dem personligen, medan hennes man krävde att han skulle regera hennes riken ensam genom äktenskap jure uxoris. När hon motsatte sig hans önskan spärrade han in henne på slottet i Tecklenburg; hon släpptes inte ut förrän efter medling av Kristofer av Oldenburg. Adeln i Tecklenburg ställde sig på Annas sida mot Eberwin III och anklagade hennes make för äktenskapsbrott, medan Anna officiellt anklagade honom för slöseri. Efter medling från omgivande regenter genomförde paret en formell separation, och Anna återtog regentskapet av Tecklenburg.
När Eberwin III avled 1562 tog Anna över styrelsen även i hans grevedöme, som förmyndare för deras omyndiga son Arnold III.